# Desert Diamond Cup
Le FC Tucson Desert Diamond Cup (plus connu sous le nom de Desert Cup) est une compétition hivernale de football (soccer) organisée depuis 2011 par le FC Tucson. Elle se dispute chaque année au Kino Sports Complex à Tucson en Arizona aux États-Unis. 
Cette compétition est considérée comme un tournoi de présaison et voit s'affronter des équipes en pleine préparation de leurs championnats respectifs.

## Historique
Le premier tournoi a lieu en 2011. Il voit s'affronter deux grands clubs de la ligue américaine, le Sporting Kansas City et les Red Bulls de New York.

## Palmarès
| Edition | Participants | Vainqueur              | Finaliste              | Troisième                           | Quatrième              |  |
| ------- | ------------ | ---------------------- | ---------------------- | ----------------------------------- | ---------------------- |  |
| 2011    | 4            | Sporting Kansas City   | New York Red Bulls     | FC Tucson                           | Arizona Sahuaros       |  |
| 2012    | 4            | Los Angeles Galaxy     | New England Revolution | Real Salt Lake                      | New York Red Bulls     |  |
| 2013    | 4            | Seattle Sounders FC    | Real Salt Lake         | New England Revolution              | New York Red Bulls     |  |
| 2014    | 6            | Chicago Fire           | Chivas USA             | Real Salt Lake                      | New England Revolution |  |
| 2015    | 6            | Real Salt Lake         | Colorado Rapids        | Sporting Kansas City                | Seattle Sounders FC    |  |
| 2016    | 9            | New England Revolution | Columbus Crew SC       | Sporting Kansas City Houston Dynamo |                        |  |
| 2017    | 6            | Houston Dynamo         | Colorado Rapids        | New York City FC                    | Sporting Kansas City   |  |
| 2018    | 14           | New England Revolution | Houston Dynamo         | Portland Timbers                    | Sporting Kansas City   |  |
| 2019    | 11           | FC Dallas              | Portland Timbers       | New York Red Bulls                  | Real Salt Lake         |  |
| 2020    | 6            | Columbus Crew SC       | Phoenix Rising FC      | New York Red Bulls                  | Houston Dynamo         |  |
| 2021    | 5            | Real Salt Lake         | Los Angeles Galaxy     | Colorado Rapids                     | Sporting Kansas City   |  |